# Men, Women, and Money

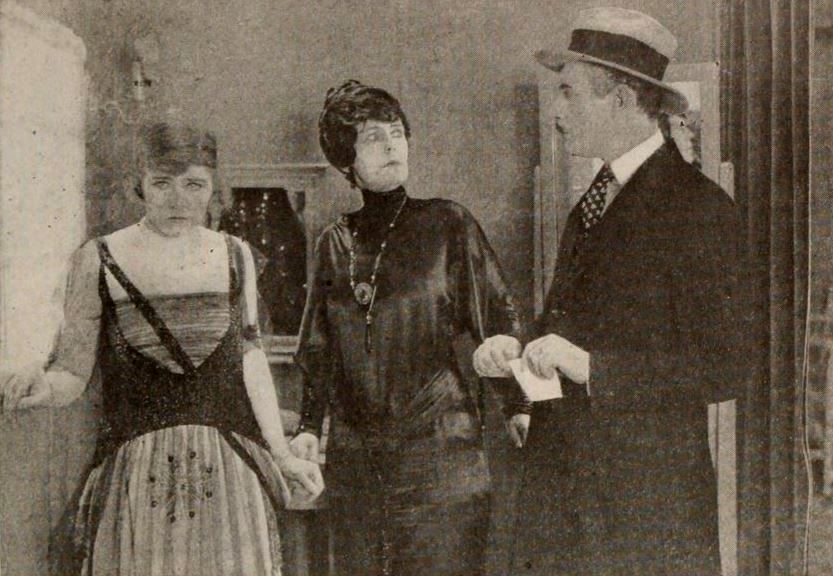
Ethel Clayton, Mayme Kelso, and Lew Cody en un fotograma de la pel·lícula aparegut a la revista Exhibitors Herald el 14 de juny de 1919 (pag 53).

Men, Women, and Money és una pel·lícula muda de 5 bobines de la Famous Players–Lasky Corporation, futura Paramount, dirigida per George Melford i protagonitzada per Ethel Clayton, James Neill i Lew Cody. Basada en un relat homònim de Cosmo Hamilton, es va estrenar 15 de juny de 1919. Es considera una pel·lícula perduda.

## Argument
Marcel Middleton viu en una petita ciutat i els seus pares, Parker i Sara, es sacrifiquen per tal que pugui anar a una escola que està de moda. A l’escola descobreix el plaer de viure en mig del luxe i utilitza els diners que els seus pares li han donat a través d’un préstec hipotecari per comprar roba cara. Tambe aprèn a jugar al bridge. Noel Parkton, una companya de l’escola, la convida a Nova York. Allà, Julian Chadwick, el xicot de Noel li fa proposicions. Aquest fet coincideix amb la mort dels seus pares en un accident de cotxe, cosa que l’obliga a marxar.
Marcel va a viure amb la seva tia. Allà es tractada com una criada per lo que torna a Nova York amb una herència de 2.000 dòlars. S’instal·la amb aquests diners al Riverside i intenta fer-se un lloc en la societat de moda gràcies a les seves coneixences. Gràcies a un cop de sort jugant al bridge guanya molts diners. Tots aquests diners però els gasta en roba a la botiga de Madame Ribaud. Per tot plegat acaba arruïnada. Intenta pagar Madame Ribaud amb un xec sense fons amb l’esperança que tindrà temps de cobrir els deutes en el joc però l’únic que aconsegueix és quedar totalment a les mans de la modista- Aquesta l’obliga a fer de model cosa que plau molt Julian Chadwick i a les dames envejoses de la seva popularitat. La situació esdevé quasi insostenible quan la modista l’obliga a posar en roba interior davant molta gent de la jet-set.
Cleveland Buchanan, un home ric que es troba desenganyat de les dones per experiències prèvies que ha tingut es troba entre aquesta gent i s’ofereix a pagar els seus deutes. Se sorprèn en descobrir que ella per dignitat renuncia a l’oferta. Decideix abandonar-ho tot i redimir-se treballant durament. Comparteix habitació amb amb Katie, la noia dels encàrrecs de Madame Ribaud, i el seu germà invàlid. Buchanan pensa que el que fa és molt valent però inútil i li dona el seu número de telèfon per si mai té una emergència. Quan Marcel queda en ridícul davant les seves prèvies coneixences, Katie truca Cleveland Buchanan que es presenta per rescatar-la. Ell, impressionat pel caràcter de Marcel decideix canviar de vida i comença a destinar els seus diners a ajudar els altres. Ajuda a establir un campament d'estiu per a nois desfavorits i hi convida el germà de Katie, facilitant la seva recuperació. El respecte mutu entre Cleveland i Marcel es converteix en amor i s’acaben casant.

## Repartiment
- Ethel Clayton (Marcel Middleton)
- James Neill (Parker Middleton)
- Jane Wolfe (Sara Middleton)
- Lew Cody (Cleveland Buchanan)
- Sylvia Ashton (tieta Hannah)
- Irving Cummings (Julian Chadwick)
- Winifred Greenwood (Noel Parkton)
- Edna Mae Cooper (Miss Cote)
- Leslie Stuart (Toto )
- Mayme Kelso (Madame Ribout)
- Lillian Leighton as Mrs. Weeks
- Lallah Rookh Hart (Miss Dunston)
- ZaSu Pitts (Katie Jones)
- Fay Holderness (Mrs. Parkton)
- Helen Dunbar (Mrs. Channing)
- Charles Ogle (Dr. Malcolm Lloyd)
- Marie Newell (Cora, una model)